# Шамурадов, Утабай Раимбаевич
Утабай Раимбаевич Шамурадов — советский хозяйственный, государственный и политический деятель.

## Биография
Родился в 1937 году в Ташаузской области. Член КПСС.
С 1956 года — на хозяйственной, общественной и политической работе. В 1956—1987 гг. — комсомольский работник в Ташаузской области Туркменской ССР, секретарь, первый секретарь Ташаузского райкома ЛКСМ Туркменистана, секретарь, первый секретарь Ташаузского райкома КП Туркменистана, председатель Ташаузского облисполкома, секретарь Ташаузского обкома КП Туркменистана.
Избирался депутатом Верховного Совета Туркменской ССР 10-го созыва.
Жил в Туркменистане.

## Награды и звания
- орден Трудового Красного Знамени (29.03.1976[1])
- орден Дружбы народов (13.03.1981)
- орден «Знак Почёта» (01.10.1965[2])